# 攣縮
攣縮（れんしゅく、英: spasm）は、痙攣性の収縮を指す。攣縮によって冠動脈が収縮して内腔が急に狭くなったり、完全に詰まることがある。骨格筋の有痛性不随意収縮は筋攣縮（cramp）または筋痙攣と呼ばれる。

## 症例
血管疾病
- 冠攣縮性狭心症（Vasospastic Angina）
- 脳血管攣縮

身体のぴくつき
- 筋線維攣縮（Fasciculation）
- 眼瞼攣縮 (Blepharospasm)